# Swim lane
Swimlane является визуальным элементом, используемым в процессе технологических схем, которые описывают — что или кто работает на определенной части процесса. «Плавательные дорожки» расположены либо по горизонтали, либо по вертикали и используются для группировки процессов или задач в соответствии с обязанностями этих ресурсов, ролей или отделов. В сопроводительном примере, swimlanes называются Customer (Клиенты), Sales (Продажи), Contracts (Контракты), Legal (Юристы) и Fulfillment (Исполнение).

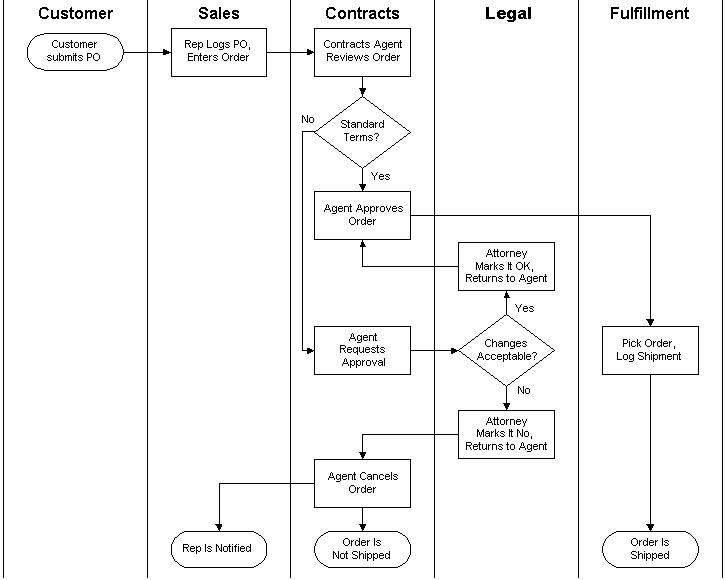
Swim Lane блок-схема

Swimlane — это визуально разделенные линии внутри диаграммы процесса, которые группируют действия по ролям, ресурсам, элементам организации или местоположению. Swimlane визуализирует действия, которые выполняются особыми типами ресурсов, ролей или элементами организации, или которые связаны с особым местом. Кроме того, на swimlane-диаграммах можно указать роли исполнителей работ и таким образом более качественно задокументировать ответственность исполнителей.
Swimlane-схема отличается от других тем, что блок-схемы процессов и решений сгруппированы визуально путём размещения их в полосы. Параллельная линия делит схему на полосы движения — с одной полосой движения для каждого человека, группы или процесса. Линии помечены, чтобы показать, каким образом организована диаграмма. В сопроводительном примере продольное направление представляет собой последовательность событий в общем процессе, в то время как боковые отделы изображают то, что процесс выполняет на этом шаге. Стрелки между полосами представляют, каким образом информация или бизнес-элементы передаются между задачами. При использовании swimlane в схеме бизнес-процесса, в которой присутствует более одного департамента, диаграмма может разъяснить не только действия и кто несет ответственность за них, но и задержки.
Многие методики моделирования используют концепцию swimlane в качестве механизма для организации деятельности по отдельным категориям. Swimlane-диаграммы используются в Business Process Modeling Notation (BPMN) и Unified Modeling Language Activity diagram.